# Михай Тудосе
Михай Тудосе (на румънски: Mihai Tudose) е румънски политик, министър-председател на Румъния от 29 юни 2017 до 15 януари 2018 г.

## Биография
Роден е на 6 март 1967 г. в Браила, Румъния. Един от потенциалните кандидати за министър-председател, представен от мажоритарната коалиция, ръководена от Социалдемократическата партия, след падането на правителството на Сорин Гриндяну. На 26 юни 2017 г. мажоритарната коалиция го номинира за поста министър-председател и президентът Йоханис го одобрява. Тудосе встъпва в длъжност на 29 юни. Замесен е в скандал за плагиатство по отношение на неговата докторска дисертация през 2015 г.